# Ořešák

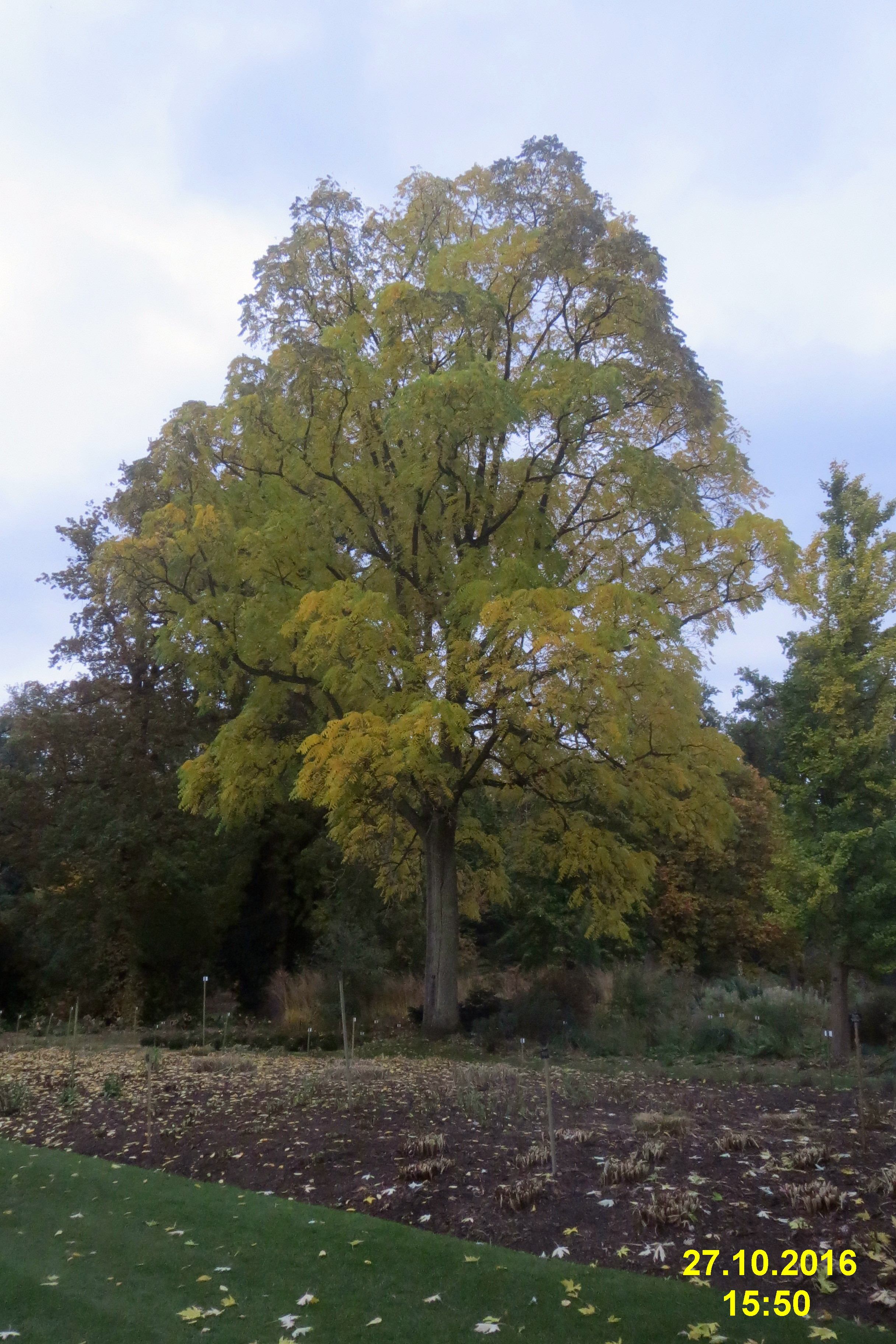
Ořešák černý

Ořešák (Juglans) je rod rostlin z čeledi ořešákovité. Jsou to povětšině opadavé stromy s aromatickými, střídavými, lichozpeřenými listy. Květy jsou drobné, uspořádané v jednopohlavných jehnědovitých květenstvích a opylované větrem. Plodem je pseudopeckovice neboli oříšek v dužnatém obalu. Rod zahrnuje asi 21 druhů. Je rozšířen v mírném a subtropickém pásu severní polokoule a v horských oblastech Latinské Ameriky.
Z opadaných listů a plodů a také z kořenů ořešáků se uvolňuje hnědě zbarvená látka zvaná juglon, která potlačuje rozvoj vegetace v okolí stromu (tzv. alelopatie).
Hospodářsky nejvýznamnějším druhem je ořešák královský, pěstovaný v mírných oblastech celého světa pro vlašské ořechy. Vyhledávány jsou také aromatické ořechy severoamerického ořešáku černého a některých dalších druhů. Ořešáky mají kvalitní, dekorativní a velmi ceněné dřevo. Některé druhy jsou zdrojem oleje nebo se používají k barvení. Význam mají i v medicíně.

## Popis
Ořešáky jsou opadavé jednodomé stromy nebo výjimečně keře. Ořešák černý dorůstá výšky až 50 metrů. V centru větévek je (přinejmenším u ořešáků z mírného pásu) přehrádkovaná dřeň, zimní pupeny jsou kryté několika šupinami. Listy jsou střídavé, zpravidla lichozpeřené, složené z 5 až 31 lístků. Jednotlivé lístky jsou téměř či zcela přisedlé, na okraji pilovité nebo řidčeji celokrajné. Jizvy po opadu listů jsou velké, trojúhelníkovité až trojlaločné. Květy jsou uspořádané v oddělených jednopohlavných květenstvích.
Samčí květenství jsou postranní a vyrůstají na starších, dvouletých větévkách, zatímco samičí květenství jsou vrcholová, vyrůstající na koncích letorostů. Květy mají čtyřčetný kalich a jsou podepřeny listenem a 2 listenci. V samičích květech je 7 až mnoho tyčinek. Samičí květy obsahují spodní semeník srostlý ze 2 plodolistů. Listen i listence jsou srostlé se semeníkem. Plodem ořešáku je pseudopeckovice s tlustou, víceméně dužnatou slupkou a oříškem uvnitř.

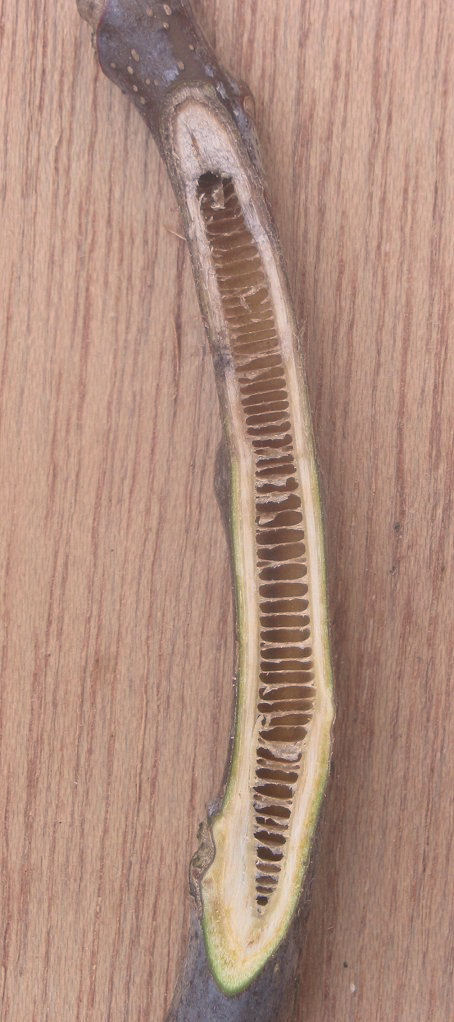
Přehrádkovaná dřeň ve větévce ořešáku královského
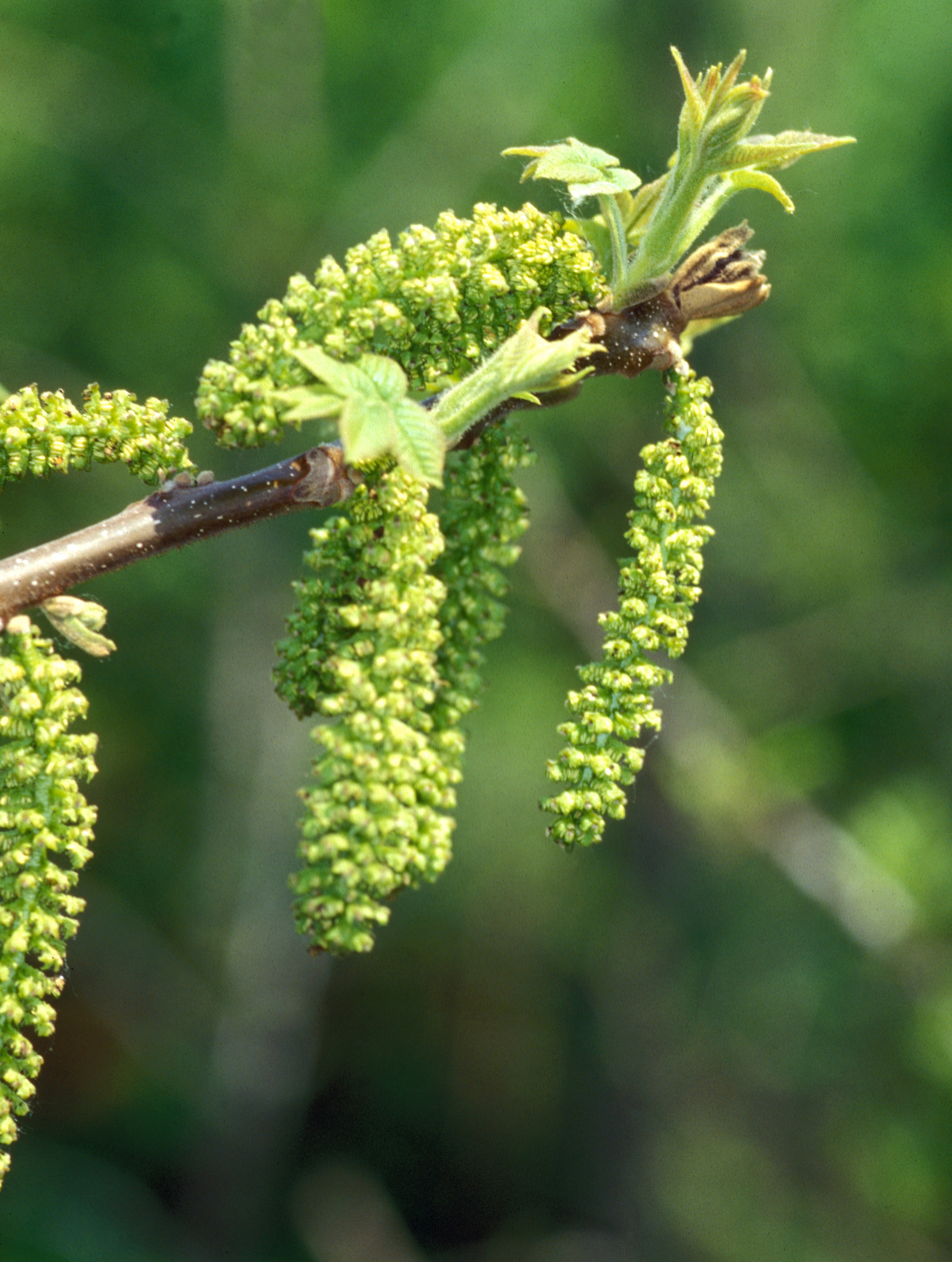
Samčí květenství ořešáku popelavého
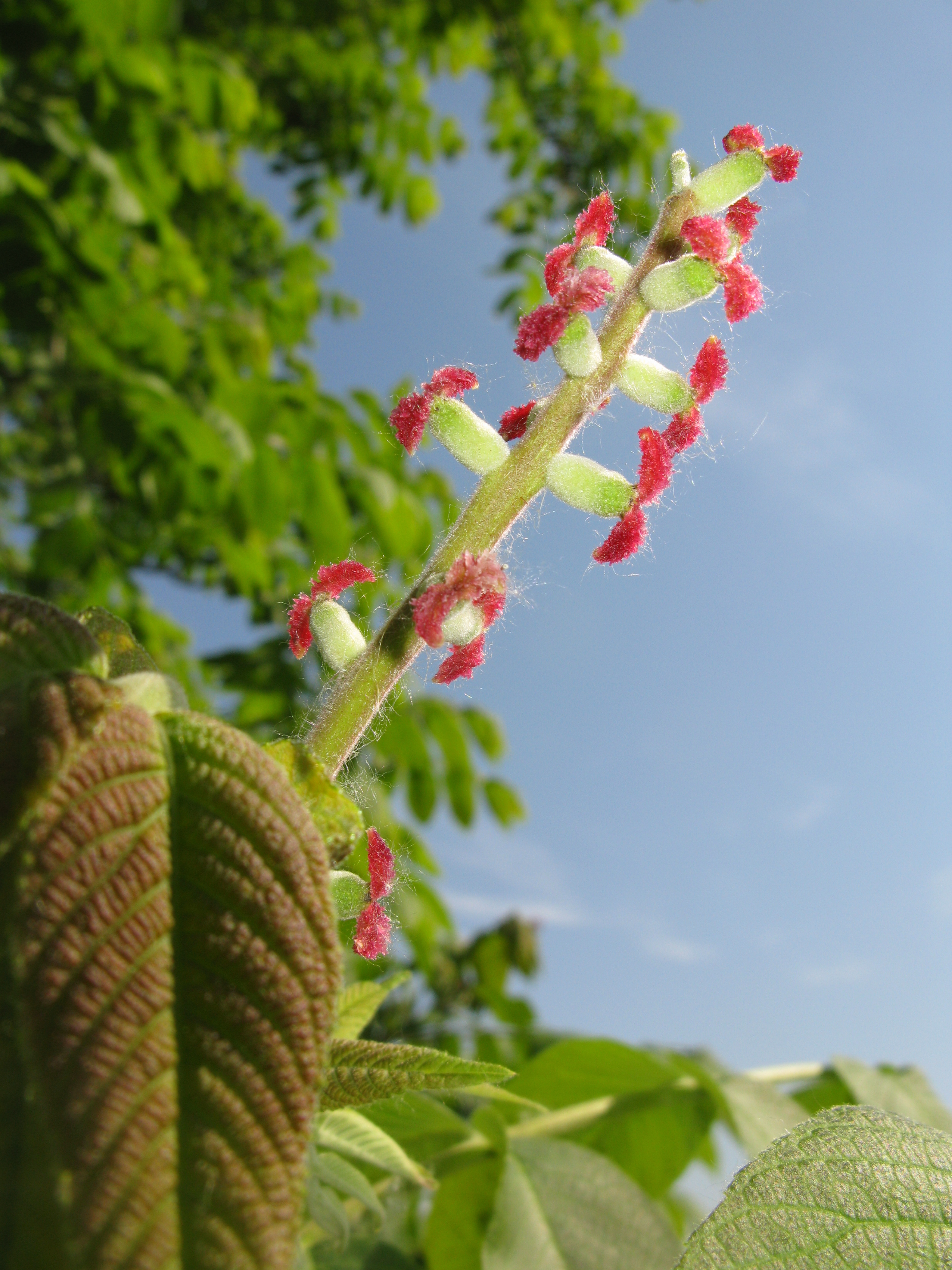
Samičí květenství ořešáku japonského
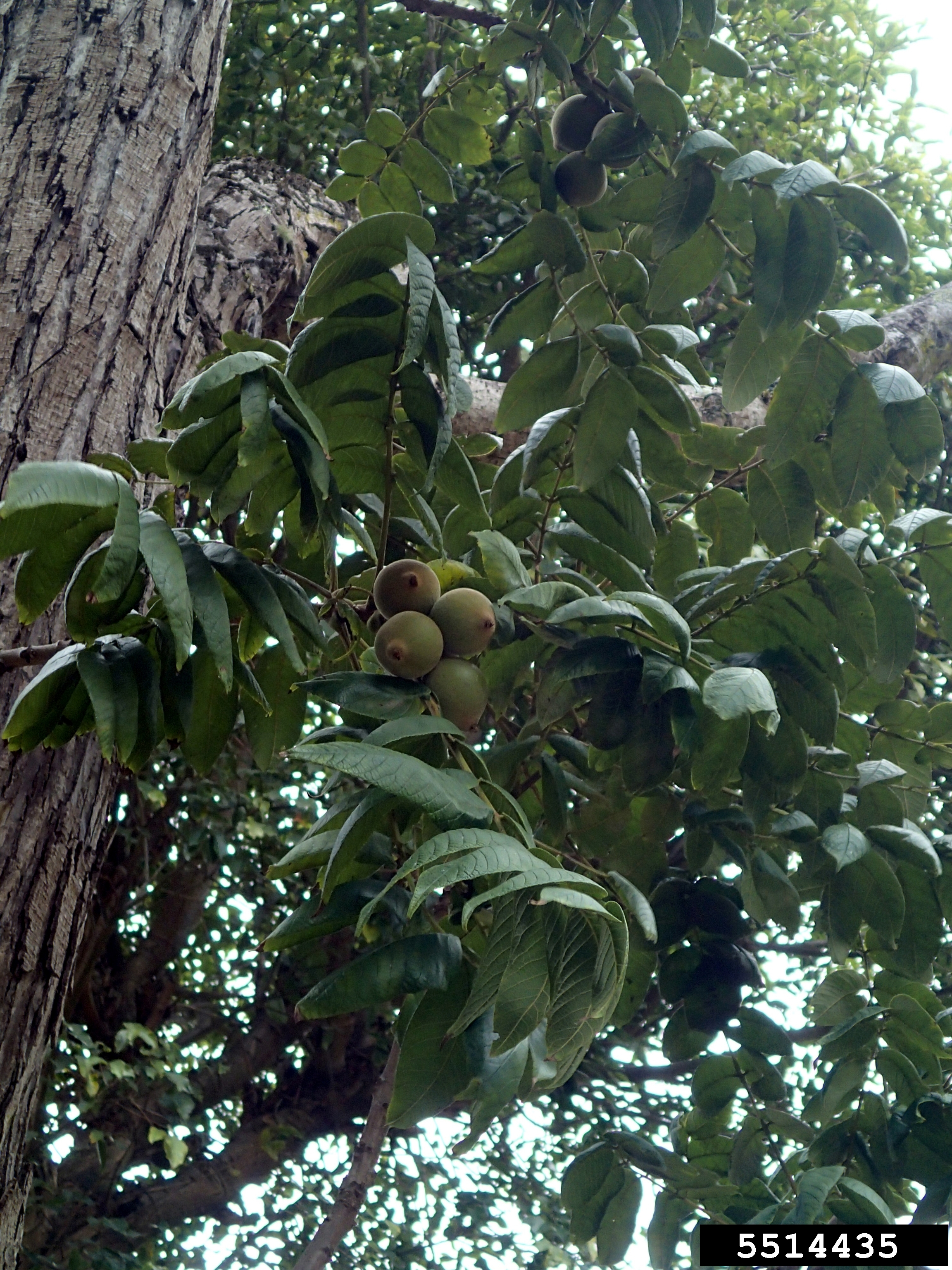
Juglans neotropica z Latinské Ameriky

### Plod ořešáku
V minulosti panovaly jisté neshody nad tím, zda plody ořešáku označovat za oříšek, nebo za peckovici. Podle současné morfologie se jedná o pseudopeckovici neboli oříšek obalený dužnatou vrstvou, která se však neformuje ze stěny semeníku (jak by tomu bylo u pravé peckovice), nýbrž zdužnatěním kalicha a zákrovu. Oplodí je většinou nepukavé, pouze u nemnohých druhů (např. ořešák královský) za zralosti nepravidelně puká.
Oříšek je dřevnatý, zpravidla se skulpturovaným povrchem, uvnitř rozdělený dvěma sekundárními a u řady druhů i dvěma terciárními přehrádkami. V průběhu klíčení semene skořápka plodu uprostřed puká a masité, olejnaté dělohy zůstávají v polovinách plodu.

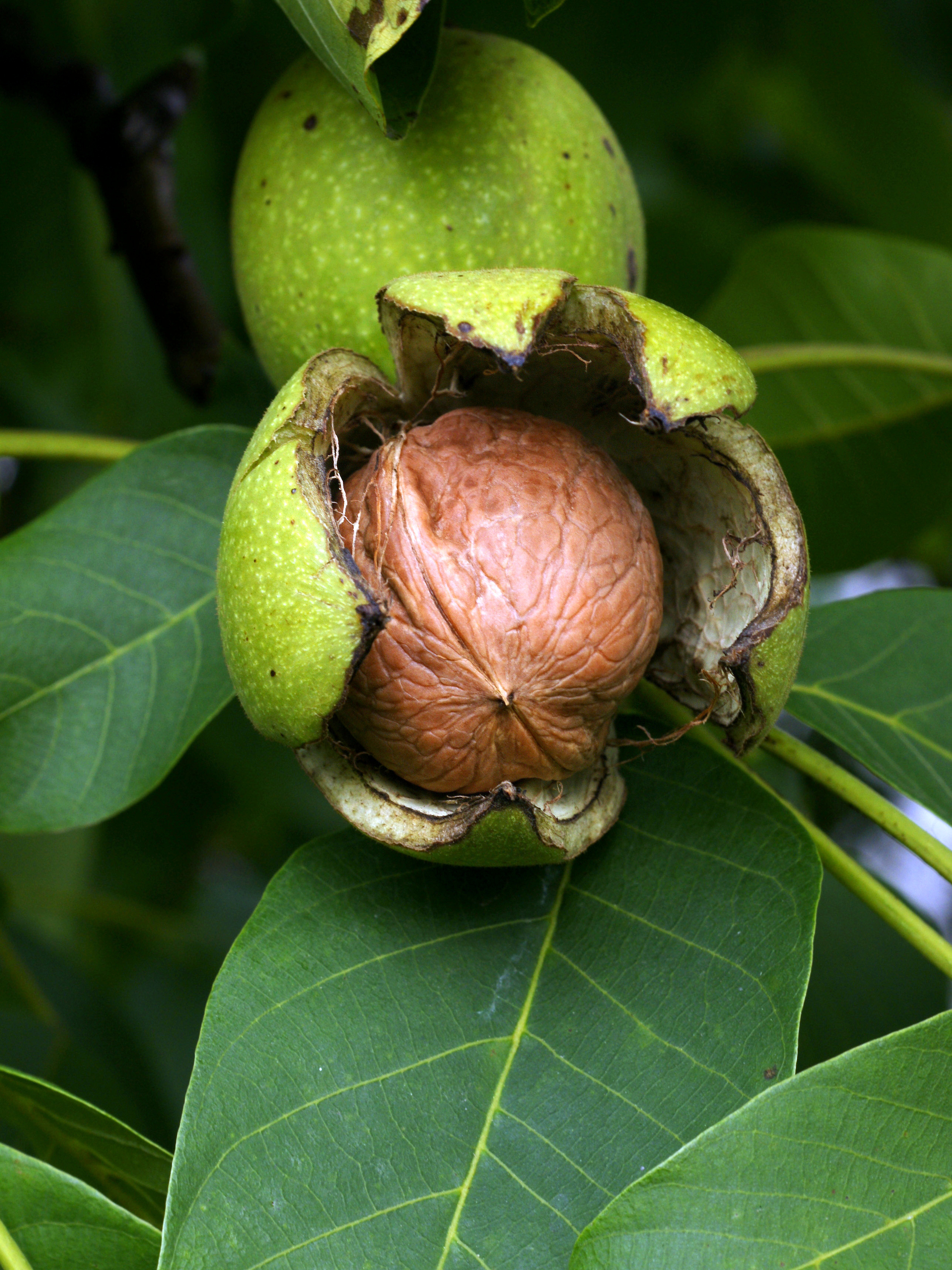
Plody ořešáku královského
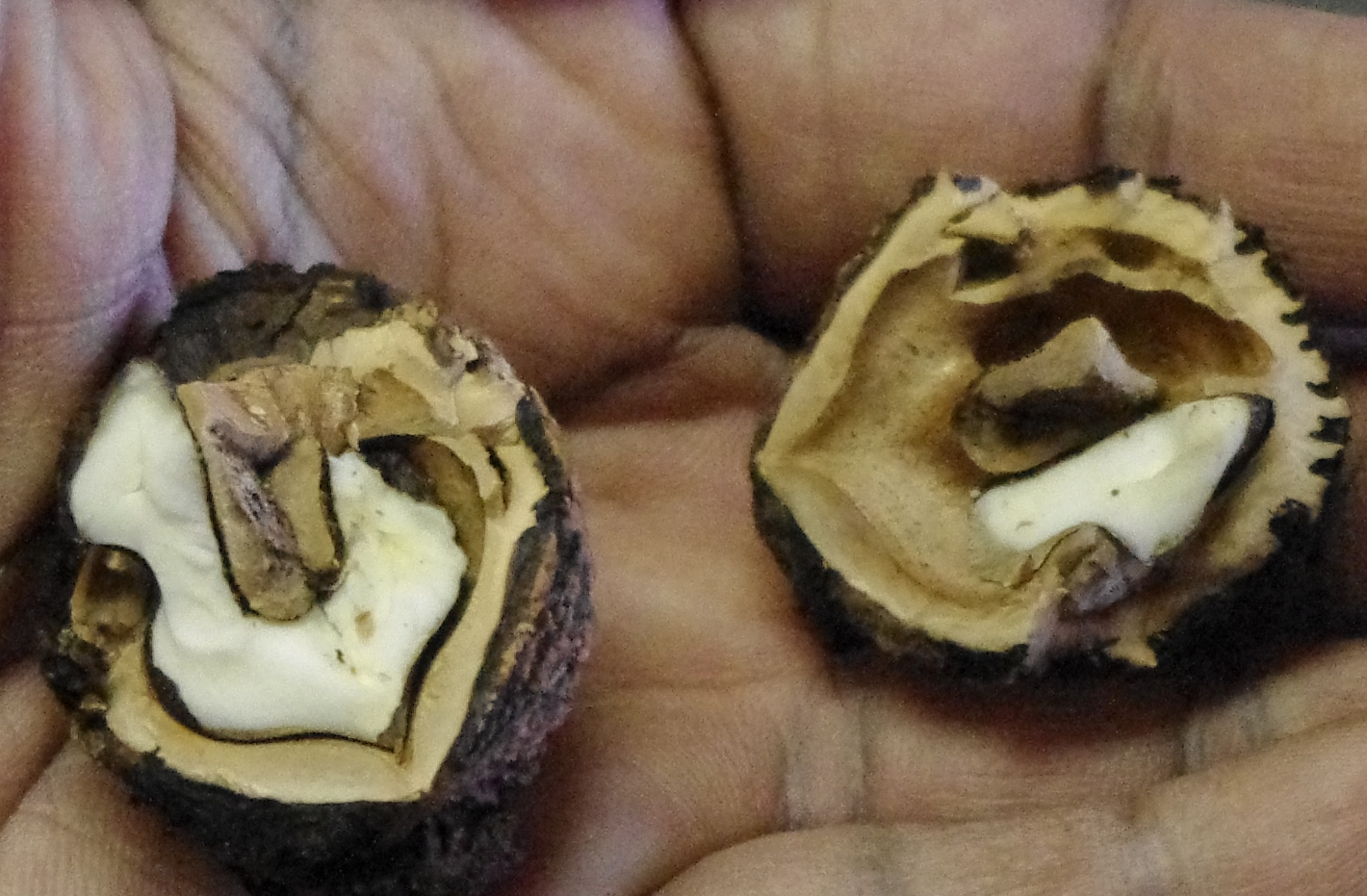
Rozpůlený plod ořešáku černého
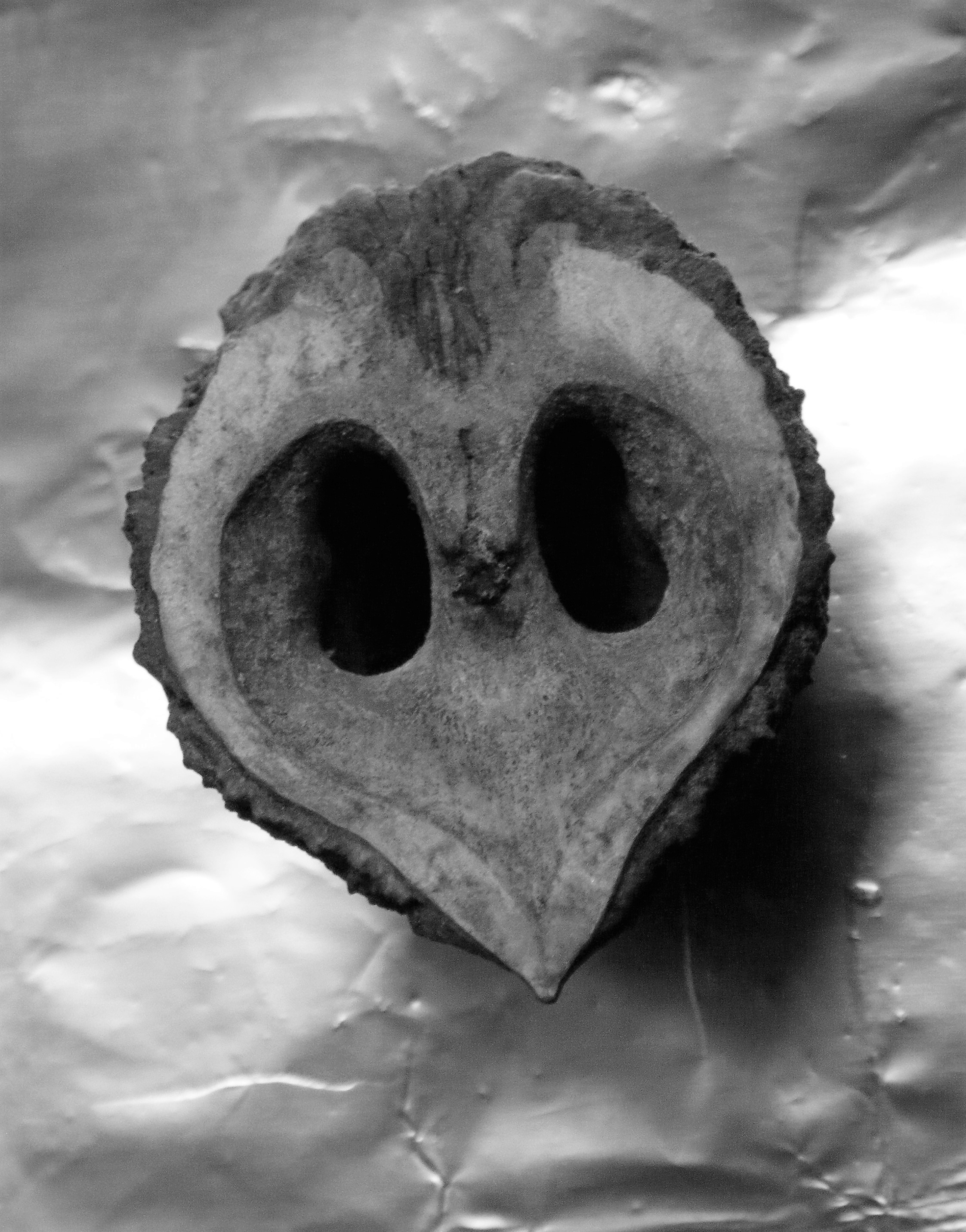
Tlustostěnný plod Juglans californica
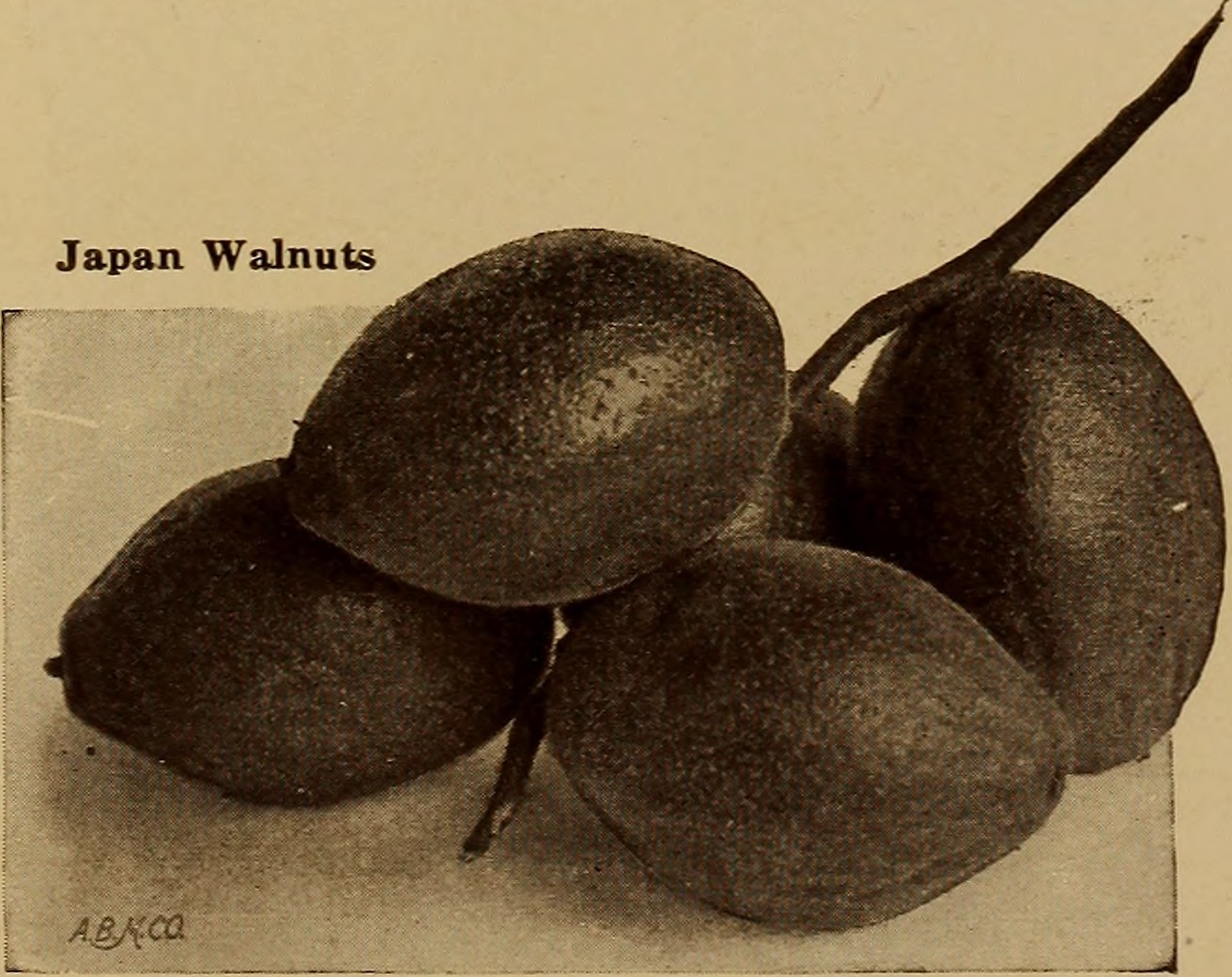
Plody ořešáku japonského

## Rozšíření
Rod zahrnuje 21 až 23 druhů. Je přirozeně rozšířen v Americe, jihovýchodní Evropě a Asii. Největší počet druhů roste v Americe.
Jediným původním evropským druhem je ořešák královský. Jeho současný areál sahá od jihovýchodní Evropy přes jihozápadní Asii a země okolo Kaspického moře po Sin-ťiang na severozápadě Číny a přes svahy Himálaje po hory severního Myanmaru a jižní oblasti Číny. Podle výsledků paleobotanických výzkumů tento druh zmizel z jihovýchodní Evropy a jihozápadního Turecka s nástupem poslední doby ledové a opět se zde objevil ve druhém tisíciletí před naším letopočtem, pravděpodobně přičiněním lidí. Pylové záznamy ukazují, že v době železné kolem roku 1000 př. n. l. již byl ořešák královský v Evropě velmi hojně pěstován jako užitková rostlina.
Z Asie je mimo již zmíněného ořešáku královského udáváno ještě 5 druhů. Jejich areál zahrnuje Čínu, Japonsko, Koreu, Ruský Dálný východ na sever po Chabarovský kraj a Sachalin (ořešák mandžuský).
V USA se přirozeně vyskytuje 6 druhů ořešáků. Nejrozsáhlejší areál mají druhy ořešák černý a ořešák popelavý, jejichž rozšíření zabírá celou východní část severoamerického kontinentu. Zbývající druhy jsou výskytem omezeny na jih nebo jihozápad USA. Latinská Amerika hostí celkem 12 druhů. V Mexiku roste 5 druhů. V Jižní Americe se ořešáky vyskytují pouze v západních hornatých oblastech, rod není zastoupen v Brazílii, Paraguayi, Uruguayi a nezasahuje ani do Chile. Nejdále na jihu (v severozápadní Argentině a Bolívii) se vyskytuje Juglans australis.

## Ekologické interakce

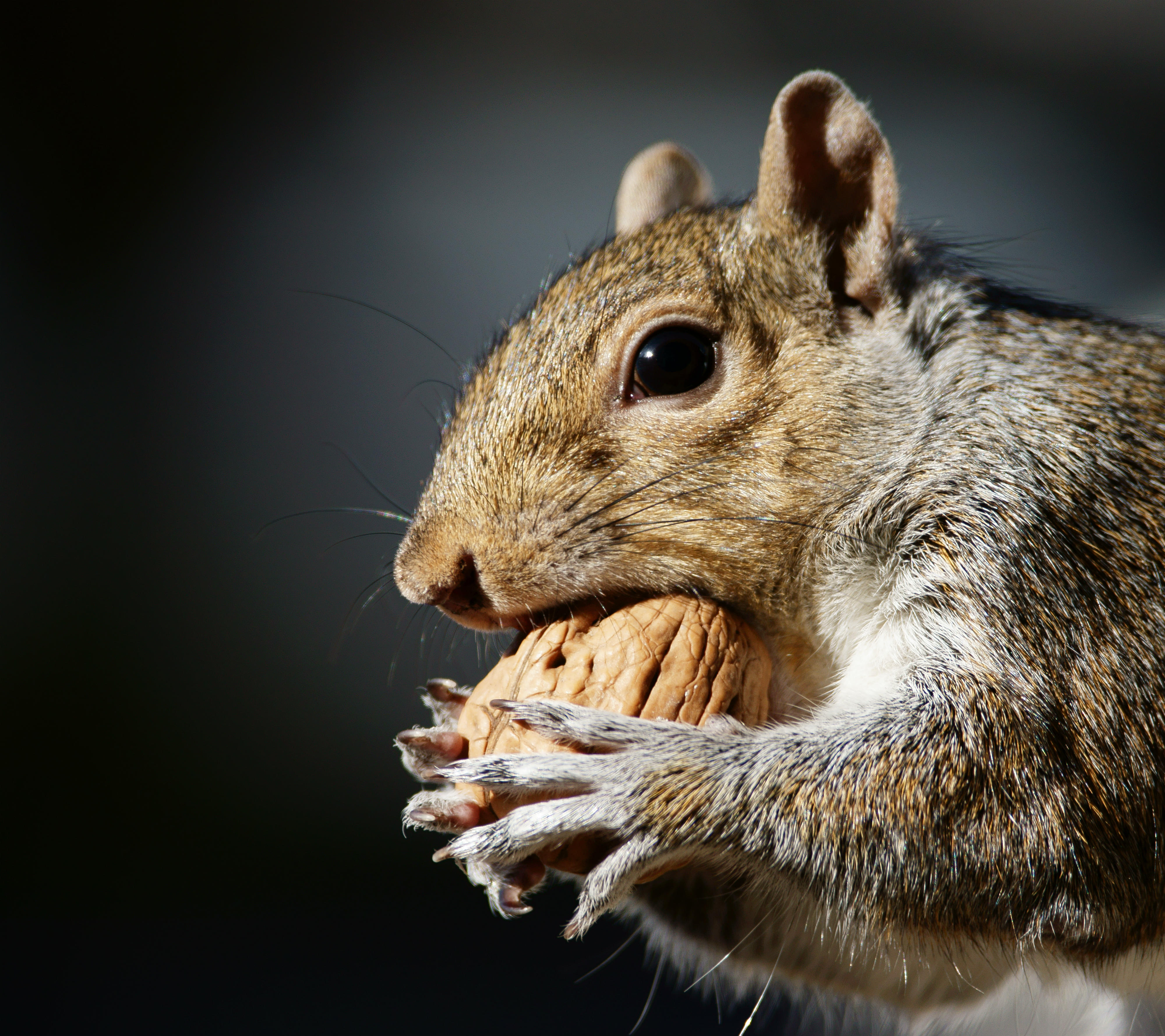
Veverka s vlašským ořechem

Květy ořešáků jsou opylovány větrem. Plody poskytují potravu různým zvířatům, jako jsou hlodavci a někteří ptáci, zejména vrány. Tato zvířata také rozšiřují semena. Zejména veverky plody odnášejí i na větší vzdálenost od stromu a zahrabávají je do země jako zásobu potravy.
Semena ořešáku černého rozšiřuje v Severní Americe především veverka liščí (Sciurus niger). U ořešáku Juglans major bylo v Arizoně zjištěno, že rozšiřování stromu na nová místa je výrazně zpomaleno, pokud se na něm veverky nepodílejí.

## Obsahové látky a jedovatost
Význačnými obsahovými látkami ořešáků jsou zejména fenolické sloučeniny, juglon a syringaldehyd.
Juglon patří mezi polycyklické chinony, což jsou velmi reaktivní a vesměs také toxické látky.
Je to hnědožlutě zbarvená látka, která je v živé tkáni ořešáku glykosidicky vázána v netoxické a bezbarvé podobě jako glykosid nucin (někdy nazývaný regianin). Ten při porušení tkáně nejprve hydrolyzuje na hydrojuglon (1,4,5-trihydroxynaftalen), který následně oxiduje kyslíkem či oxidačními činidly na toxický juglon (5-hydroxy-1,4-naftochinon). Tato látka způsobuje intenzivní hnědé zbarvení porušených listů, plodů i kůry ořešáků, ořechovců a dalších zástupců čeledi ořešákovité. Juglon je částečně rozpustný v horké vodě, dobře se rozpouští v alkoholu, chloroformu a dalších organických rozpouštědlech.
Nejvyšší obsah juglonu je v ořešáku černém. V suchých slupkách plodů dosahuje jeho obsah 6 až 17 mg na gram a vrcholí před dozráním plodů. V listech činí jen 1 až 2 mg a je nejvyšší na začátku sezóny. Tenká hnědá slupka pokrývající jádra ořechů je bohatá na fenolické sloučeniny s antioxidačními účinky, které chrání olejnaté jádro před oxidací.
Koně mohou onemocnět akutním zánětem kopyt, pokud se jako podestýlka používají hobliny a piliny ořešáku černého nebo pokud jsou ustájeni v blízkosti stromu. Pyl může způsobit u koní i u lidí alergické reakce. Slupky z ořechů mohou u zvířat přivodit otravu vlivem mykotoxinu Penitrem A, vytvářeného plísní rodu Penicillium. Z tohoto důvodu by se neměly konzumovat žádné ořechy, jejichž slupky nesou známky hniloby. U psů jsou známy i smrtelné otravy.

Strukturní vzorec juglonu
Syringaldehyd
Mykotoxin penitrem A

## Alelopatie
Negativní vliv ořešáku na okolní vegetaci je znám již dlouho a zmiňoval jej již Plinius starší v 1. století př. n. l. Je to jeden z nejznámějších případů alelopatie, tedy vztahu dvou organismů, při němž jeden potlačuje růst toho druhého vylučováním toxických metabolitů.
Hlavní látkou podílející se v případě ořešáků na tomto jevu je juglon, zřejmě však spolupůsobí i další příbuzné látky a produkty štěpení. Jeho obsah je vysoký zejména v severoamerickém ořešáku černém.
Juglon se uvolňuje do půdy zejména z opadaných listů a dalšího organického opadu a je rovněž vymýván ze živých listů dešťovou vodou. Jeho uvolňování z kořenů ořešáku způsobují také některé oxidující látky uvolňované z kořenů jiných rostlin. U citlivých druhů rostlin působí juglon jako inhibitor buněčného dýchání. V postižené rostlině pak neprobíhá správně výměna kyslíku a oxidu uhličitého, která je nutná pro řádný průběh procesů fotosyntézy a vytváření energie. U některých rostlin, jako jsou např. rajčata, způsobuje také ucpání cév xylému kalusovým pletivem a následně poruchu příjmu vody od kořenů. Otrava se u rostlin může projevit zpomaleným růstem, částečným nebo celkovým uvadnutím nebo až odumřením rostliny. Toxická reakce je někdy velmi náhlá a rychlá a rostlina odumírá bez předchozích příznaků v průběhu jednoho nebo dvou dní. Juglon, uvolňovaný z rozkládajících se kořenů, zůstává v půdě i více než rok po odstranění stromu. Přitom dosah kořenů bývá značný, u ořešáku černého mohou přesahovat průměr koruny až o 25 metrů.
Bylo zjištěno, že na toxickou reakci má velký vliv vlhkost půdy, respektive její provzdušnění. Juglon se hromadí zejména v podmáčených půdách, v nichž převládají anaerobní procesy a nedochází k jeho přirozené dekompozici. Naopak v dobře provzdušněných, propustných půdách je poměrně rychle metabolizován bakterií Pseudomonas putida, která jej využívá jako zdroj energie a uhlíku a štěpí jej na semialdehyd 2-hydroxymukonátu a pyruvát. V takových půdách se proto nemusí toxický účinek ani u citlivějších druhů projevit.
Ze zahradních plodin jsou vůči juglonu odolné např. mrkev, fazol, kukuřice, vinná réva, cibule a pšenice. U některých dusík fixujících bobovitých rostlin bylo dokonce zjištěno, že významně posilují růst i kondici ořešáku. Mezi citlivé kulturní rostliny náleží jabloně, paprika setá, rajčata a tabák virginský, z okrasných dřevin většina jehličnanů s výjimkou jalovce, pěnišníky, mochnovec křovitý, lípy, skalníky a pivoňky. Ořešákové listí a ostatní opad je nutno alespoň 1 rok kompostovat, než je možno je použít jako mulč nebo kompost k citlivým rostlinám. V ořešáku královském je obsah juglonu menší a toxické reakce rostlin proto nejsou tak časté. Přesto bylo zaznamenáno, že některé plodiny pod tímto stromem špatně rostou, mezi jinými rajčata, brambory a tolice vojtěška.

## Taxonomie
Nejblíže příbuzným rodem je dle výsledků molekulárních studií rod Pterocarya (lapina).
Rod Juglans je zejména na základě morfologie plodů, anatomie dřeva a uspořádání listů členěn do 4 sekcí.

## Zástupci
- ořešák černý (Juglans nigra)
- ořešák drobnoplodý (Juglans microcarpa), syn. ořešák skalní (J. rupestris)
- ořešák japonský (Juglans ailantifolia), syn. ořešák Sieboldův (J. sieboldiana)
- ořešák královský (Juglans regia), syn. ořešák vlašský
- ořešák mandžuský (Juglans mandshurica)
- ořešák popelavý (Juglans cinerea).[20][21]

## Význam

### Potravinářství
Řada druhů ořešáků poskytuje jedlé plody. Nejvýznamnější je ořešák královský, který je jednou z nejstarších pěstovaných ořechovin v historii lidstva a je pěstován ve většině zemí mírného pásu. V některých oblastech Balkánu, Střední Asie a Indického subkontinentu dosud roste divoce. Z
cizokrajných druhů je nejdůležitější Juglans neotropica (syn. J. honorei), rozšířený na severozápadě Jižní Ameriky, a rovněž některé severoamerické druhy, zejména ořešák černý z východních oblastí a druhy Juglans major, Juglans californica a Juglans hindsii z východu a jihovýchodu USA.
Druh Juglans sigillata je v jihočínském Jün-nanu již po dlouhý čas pěstován jako zdroj jedlého oleje. Ořechy také slouží k výrobě různých likérů (v ČR např. známá ořechovka).

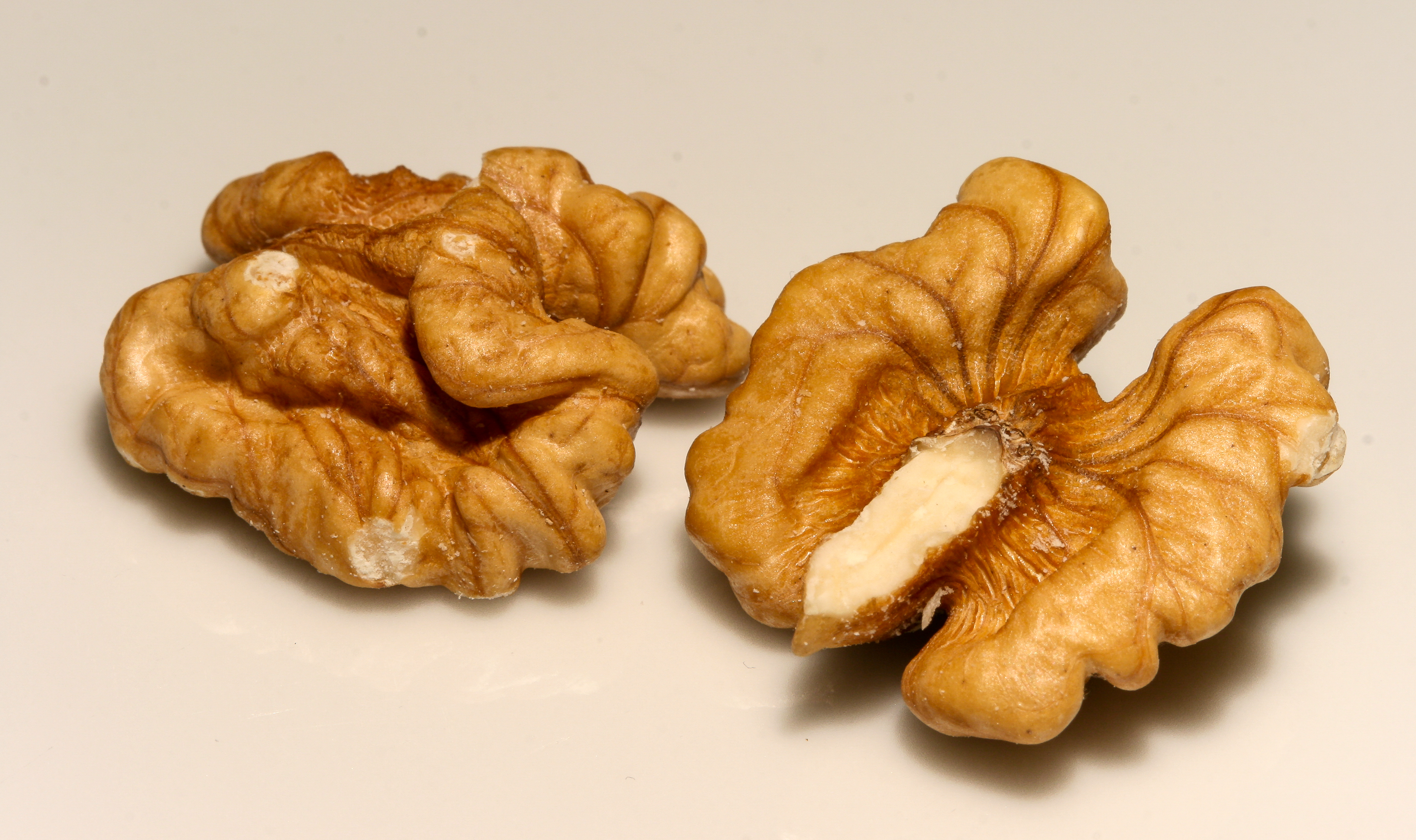
Jádra vlašských ořechů
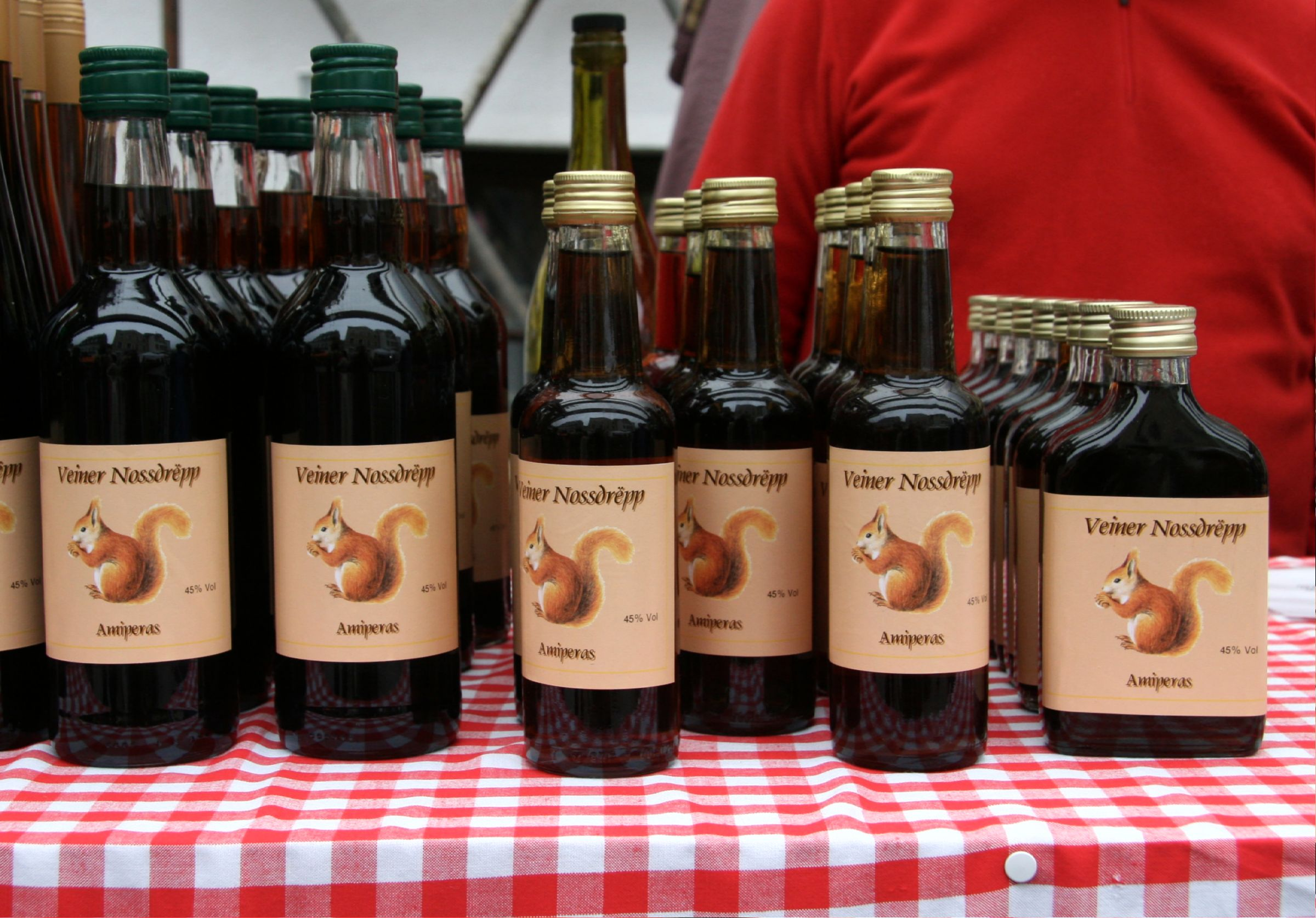
Ořechový likér z Lucemburska
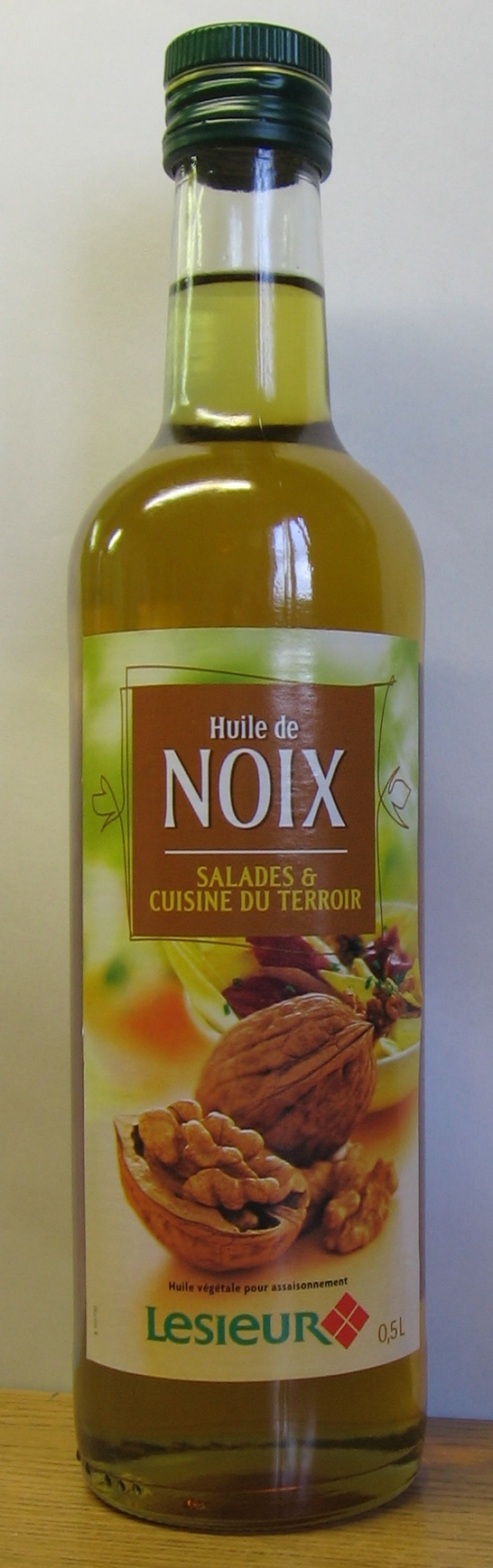
Olej z vlašských ořechů

### Dřevo
Ořešáky poskytují kvalitní, dekorativní a ceněné dřevo. Žádané je zejména dřevo ořešáku královského. Jádrové dřevo může být vlivem stanoviště světle až tmavě hnědé nebo i šedé, často je tmavě žilkované a obsahuje našedlé, nafialovělé nebo načervenalé vložky. Zvláště dekorativní bývá kořenicová struktura, stromy se proto za účelem výroby dýh vykopávají i s pařezovou částí. V současné době se tento materiál velmi obtížně shání a bývá proto nahrazován jinými, vesměs exotickými dřevy. Podobné dřevo má i jihoamerický druh Juglans neotropica. Bývá obchodováno pod názvem nogal. V Severní Americe je těžen zejména ořešák černý. Jeho dřevo má poměrně všestranné použití, nejčastěji se z něj vyrábějí dýhy, nábytek a obložení interiérů automobilů. Obchoduje se pod názvem black walnut. Ořechové dřevo je pro vynikající vlastnosti, stálost a pěkný vzhled tradičně používáno na pažby pušek.

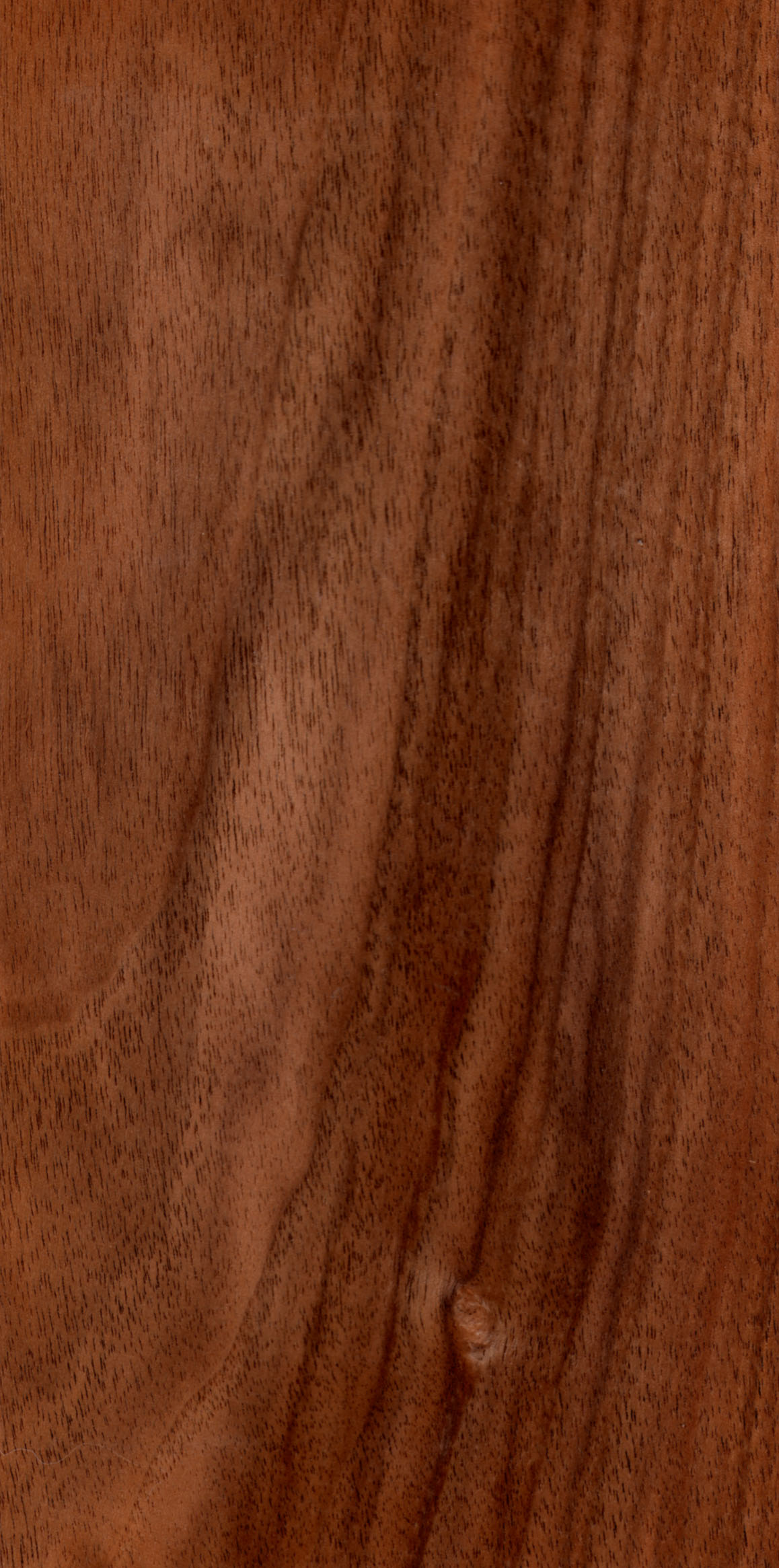
Dřevo ořešáku královského
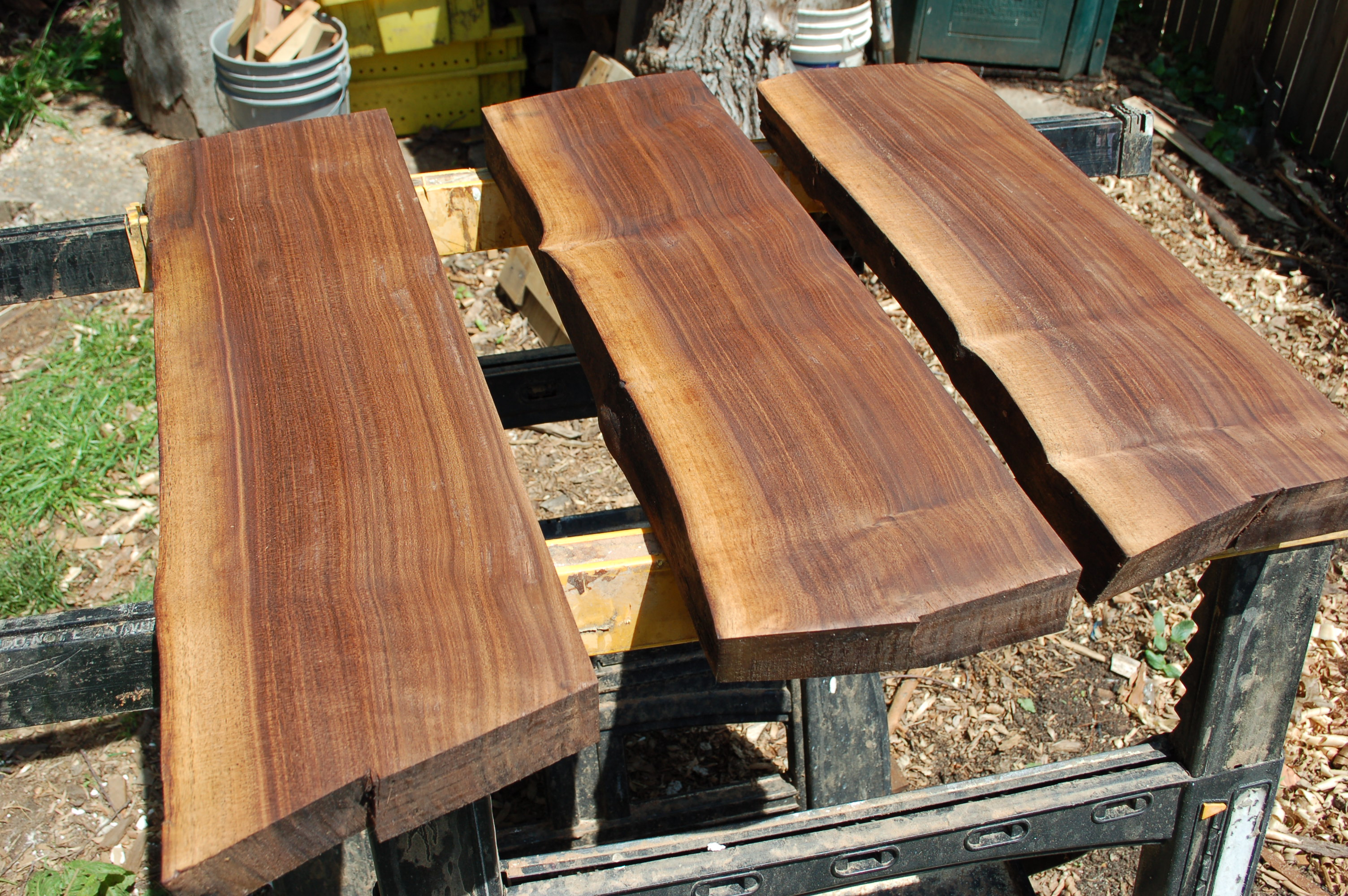
Fošny z ořešáku černého
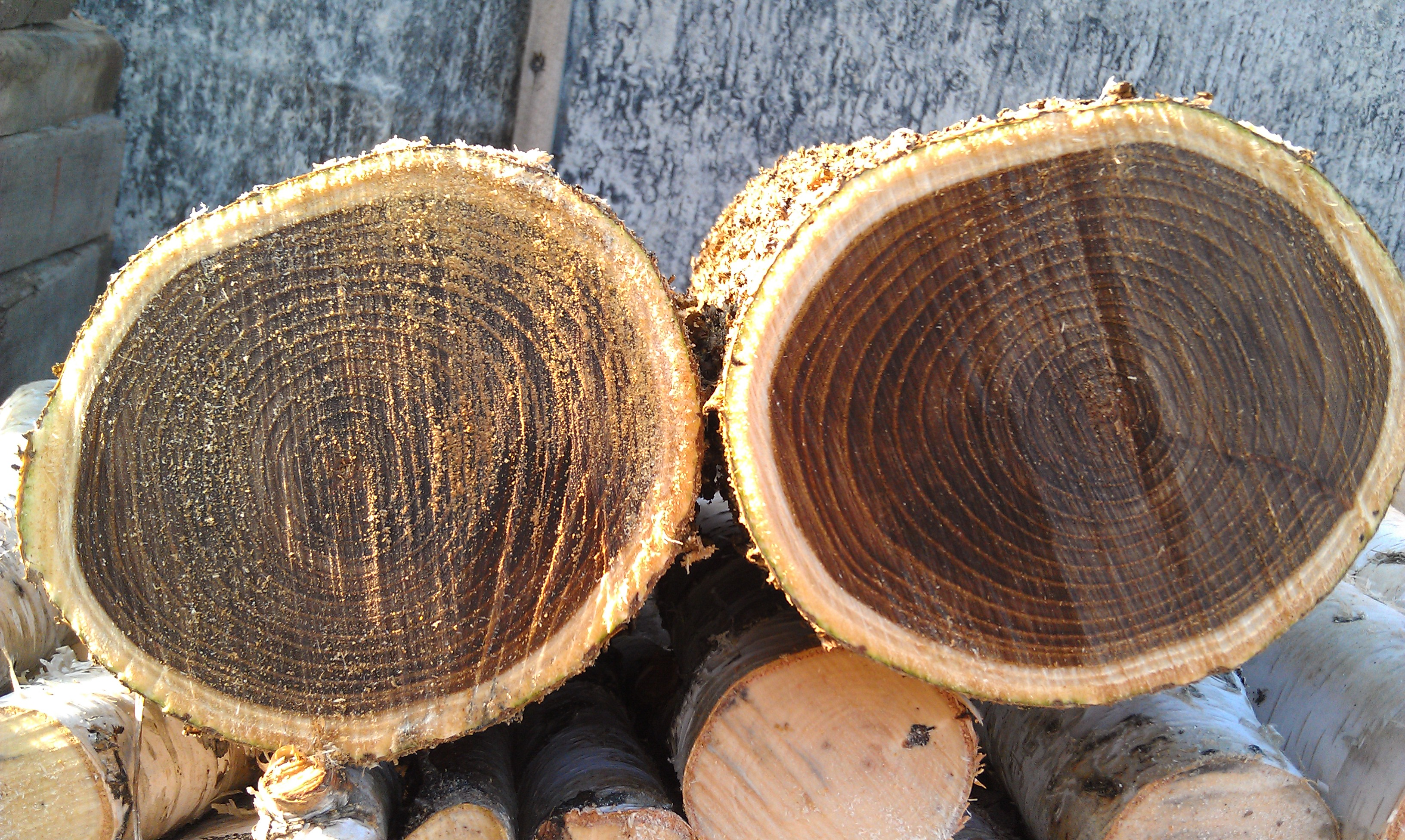
Kmeny ořešáku mandžuského

### Medicína
Juglon získávaný z ořešáku má účinky proti střevním parazitům, houbovým, virovým i bakteriálním infekcím a je používán při ošetřování úžehu. Také působí proti bakteriím podílejícím se na vzniku zubního kazu (Streptococcus mutans, Streptococcus sanguis) a některým dalším ústním patogenům (Porphyromonas gingivalis, Prevotella intermedia). Má rovněž projímavý účinek.

### Barvení
Juglon, získávaný ze slupek nezralých plodů ořešáku královského a také ořechovce pekanového (Carya illinoinensis), je tradičně (minimálně již od 17. století) používán k barvení gobelínů. Vlnu barví na hnědožlutou barvu, zatímco bavlnu do růžových odstínů. Alkoholický výluh nezralých slupek v kombinaci s kamencem sloužil k barvení vlasů.

### Pěstování
V České republice se lze zdaleka nejčastěji setkat s ořešákem královským neboli vlašským, který je pěstován v řadě kulturních kultivarů.
Ve sbírkách botanických zahrad a arboret se pěstují i některé méně běžné druhy, zejména ořešák černý, ořešák mandžuský, ořešák japonský a ořešák popelavý.

### Světová produkce ořechů
V roce 2016 činila světová produkce více než 3,7 milionu tun neloupaných ořechů. Zemí s největší produkcí byla Čína, která se podílela na světové produkci 47,7 %. V Asii celkem bylo sklizeno přibližně 67,5 % celkového množství.
Tabulka uvádí deset největších producentů ořechů v roce 2016:
| Pořadí | Stát                   | Množství v tunách |
| ------ | ---------------------- | ----------------- |
| 1      | Čína                   | 1 785 879         |
| 2      | Spojené státy americké | 607 814           |
| 3      | Írán                   | 405 281           |
| 4      | Turecko                | 195 000           |
| 5      | Mexiko                 | 141 818           |
| 6      | Ukrajina               | 107 880           |
| 7      | Chile                  | 73 529            |
| 8      | Uzbekistán             | 53 116            |
| 9      | Francie                | 39 410            |
| 10     | Rumunsko               | 34 095            |
|        | svět celkem            | 3 747 549         |